# Hygrobates multiporus
Hygrobates multiporus är en kvalsterart som beskrevs av Koenike 1895. Hygrobates multiporus ingår i släktet Hygrobates och familjen Hygrobatidae. Inga underarter finns listade i Catalogue of Life.